# Àctor
D'acord amb la mitologia grega, Àctor (en grec antic: Άκτωρ) va ser un heroi tessali, fill de Deíon i de Diomede, o de Mirmídon i de Pisídice, una de les filles d'Èol. De vegades també es presenta com un làpita, fill de Forbant i d'Hirmina, filla d'Epeu. Una altra tradició el fa fill d'Hirmina i d'Hèlios, i pare d'Augias.
Sobre els seus descendents hi ha també diverses versions. De vegades és pare de Meneci i, per tant, avi de Pàtrocle. També es deia que era el pare «mortal» dels Moliònides, Èurit i Ctèat.
Una tradició explica que Àctor era rei de Feres, a Tessàlia, on va acudir Peleu quan va ser expulsat pel seu pare per haver mort Focos i anava cercant algú que el purifiqués. Àctor ho va fer i el va acollir al seu palau. Quan va morir, va llegar el seu regne a Peleu. En aquesta versió s'atribueix a Àctor un fill, Eurició, que va prendre part a la cacera del senglar de Calidó, i una filla, Filomela.
Es diu que Hèracles el va matar quan netejava els estables d'Augias.